# Sammenstødsteorien for Månens oprindelse
Sammenstødsteorien for Månens oprindelse (engelsk: The giant impact hypothesis er en hypotese om Månens oprindelse, der indebærer et gigantisk sammenstød for ca. 4,4-4,5 milliarder år siden mellem den unge Jord og planeten Theia, der var på størrelse med Mars.
Teorien blev fremsat i 1974 af de amerikanske astronomer William K. Hartmann og Donald R. Davis, men der er i 2012 sået tvivl om teoriens detaljer.
Det gigantiske sammenstød er blevet sandsynliggjort ved de kemiske ligheder mellem sten fra Månens overflade og Jordens klipper. For teorien taler også Månens kemiske forskel fra de andre planeter og Jordens hurtige rotation om sin akse. Sammenstødet skal have udslettet Theia og slynget store mængder stof ud i omløb om Jorden. Det samlede sig til Månen, som langsomt driver længere og længere væk fra Jorden. Jorden modtog også betydelige mængder materiale ved sammenstødet og voksede til sin nuværende størrelse.